# Geneviève (pièce de théâtre)
Pour les articles homonymes, voir Geneviève.
Geneviève est une pièce de théâtre de Sacha Guitry, une comédie en cinq actes créée au Théâtre de la Madeleine en 1936.